# Приднестровская железная дорога
Приднестро́вская желе́зная доро́га (молд. Каля фератэ Нистрянэ, укр. Придністровська залізниця) — государственное унитарное предприятие, занимающееся обслуживанием и эксплуатацией железных дорог на территории Приднестровской Молдавской республики.

## История дороги
Первая железнодорожная линия на территории Приднестровья была проложена в 1867 году от станции Кучурган до станции Тирасполь, а в 1871 году до Кишинёва.
В начале ноября 1877 года была открыта для военного сообщения Бендеро-Галацкая железная дорога протяжённостью 305 км.
В августе 1894 года вступил в строй участок от Рыбницы до Бельц с мостом через Днестр и 165-метровым тоннелем на перегоне Липчены—Матеуцы.
На июнь 1917 года паровозное депо Бендеры располагало 253 паровозами и являлось самым большим на Юго-Западной железной дороге.
С первых дней Великой Отечественной войны дорога стала прифронтовой, являлась основной транспортной магистралью в районе боевых действий. По дороге производилась эвакуация промышленных предприятий, подвозились к линии фронта войска и боеприпасы. Колея на основных направлениях перешивалась три раза: в июле 1940 года на колею 1524 мм, в августе 1941 года на колею 1435 мм, с мая до конца 1944 снова на колею 1524 мм. За время войны было разрушено и уничтожено 20% главных, 30% станционных путей, 50% путевых зданий, важнейшие мосты на Днестре и Пруте, разобрано и вывезено 100 км рельсового полотна, 90% станочного оборудования, 30% линий связи и т. д.
С 1939 по 1997 годы действовала узкоколейная железная дорога Каменка — Попелюхи. В 1999 она был разобрана.
В 1946—50 годах на восстановление и модернизацию железной дороги Молдавии было израсходовано 3 млрд руб. из Союзного бюджета. Было построено более 600 объектов, выполнено более 1 млн м³ земляных работ, уложено 1,7 млн м³ стройматериалов, свыше 650 тыс. шпал, эксплуатационная длина достигла 1020 км. Уже в 1948 году была достигнута среднесоюзная скорость движения поездов.
С 1953 по 1979 годы была объединена с Одесской ж/д и называлась Одесско-Кишинёвской железной дорогой.
В 1991 году началась электрификация участка железной дороги Раздельная (Украина) — Кучурган (Украина) — Тирасполь — Бендеры, из-за войны в Приднестровье она была прекращена. В настоящее время работает только украинская (до Кучургана) часть контактной сети (правда, в Тирасполе стоят необорудованные опоры с жёсткими поперечинами).
В августе 2004 года — в связи с обострением отношений между Молдавией и Приднестровской Молдавской республикой последней было создано государственное унитарное предприятие «Железная дорога Приднестровья» (станции Тирасполь, Бендеры и Рыбница), которое вышло из состава Молдавской железной дороги.
В 2006 году случилась блокада железной дороги.
6 ноября 2008 года — в присутствии Президента ПМР Игоря Смирнова открыт (строительство начато 29 мая 2008 года) 1,5-километровый участок Новосавицкая — Ливада (пгт. Первомайск), соединивший два перегона «Новосавицкая — Кучурган» и «Кучурган — Ливада (пгт. Первомайск)». При этом в месте примыкания нового перегона к магистральной линии Новосавицкая — Кучурган были сняты некоторые звенья, в результате чего двухпутный магистральный участок стал однопутным.

## Галерея

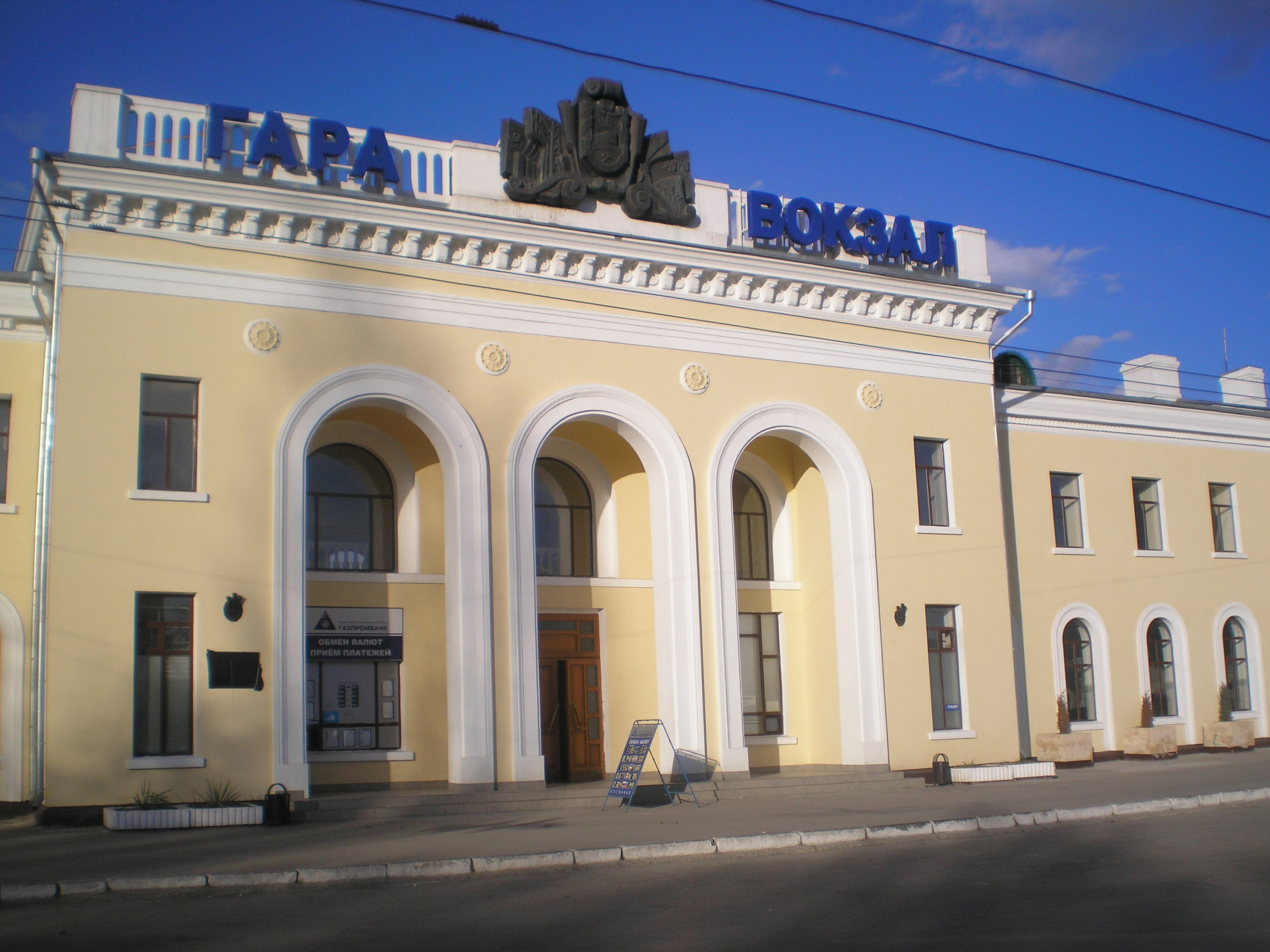
Ж/д вокзал Тирасполя
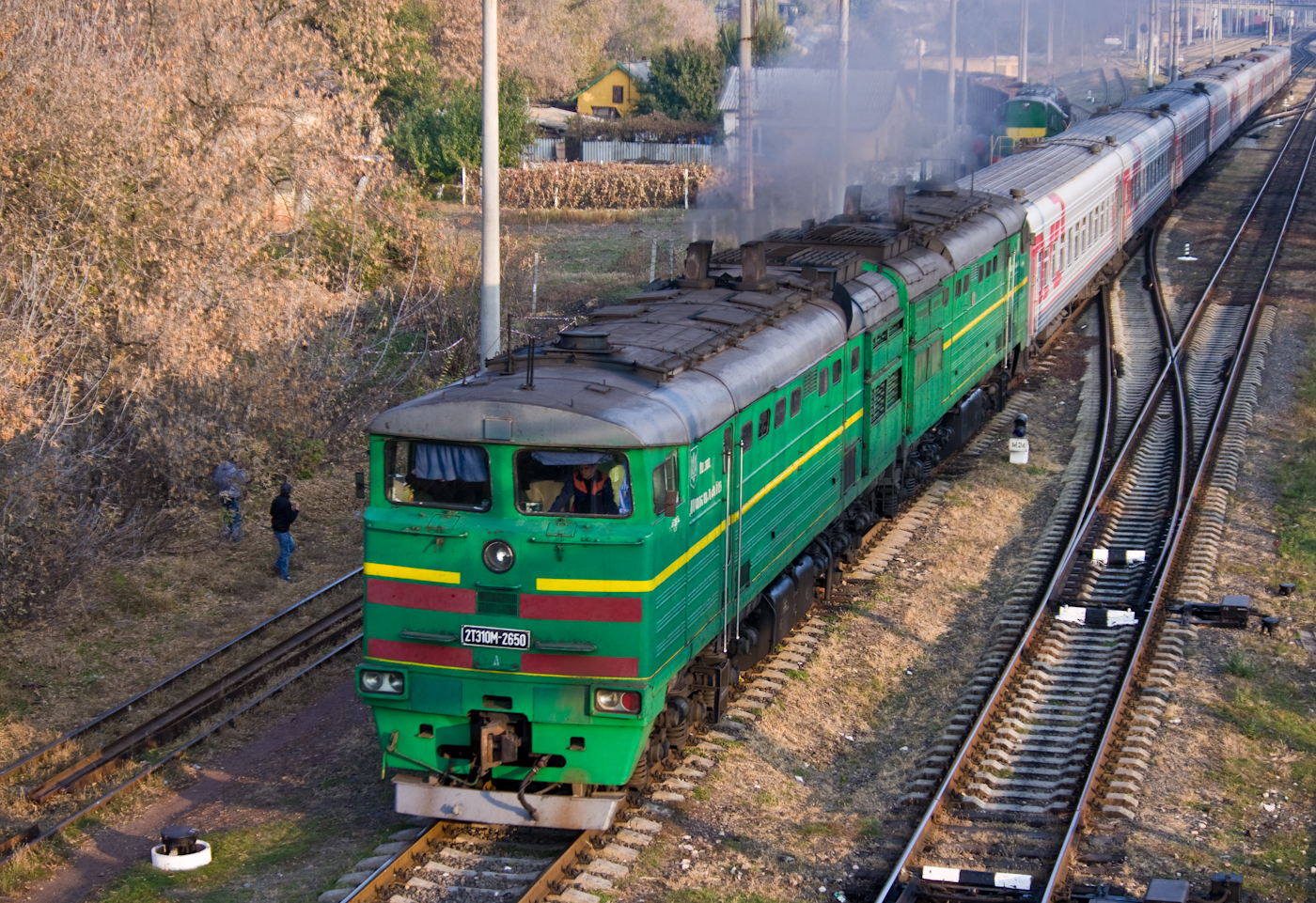
Москва-Кишинёв
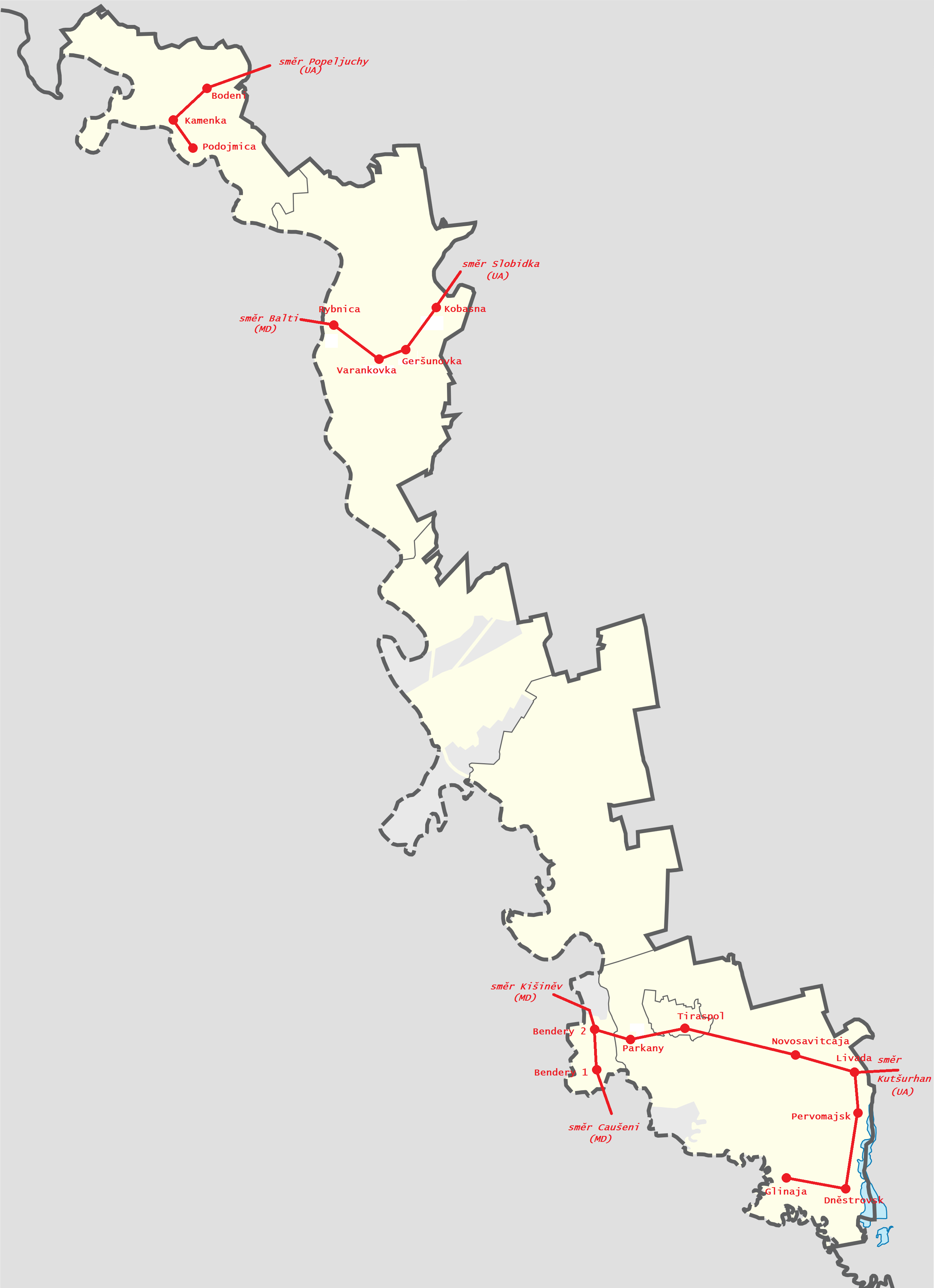
Карта Приднестровской железной дороги
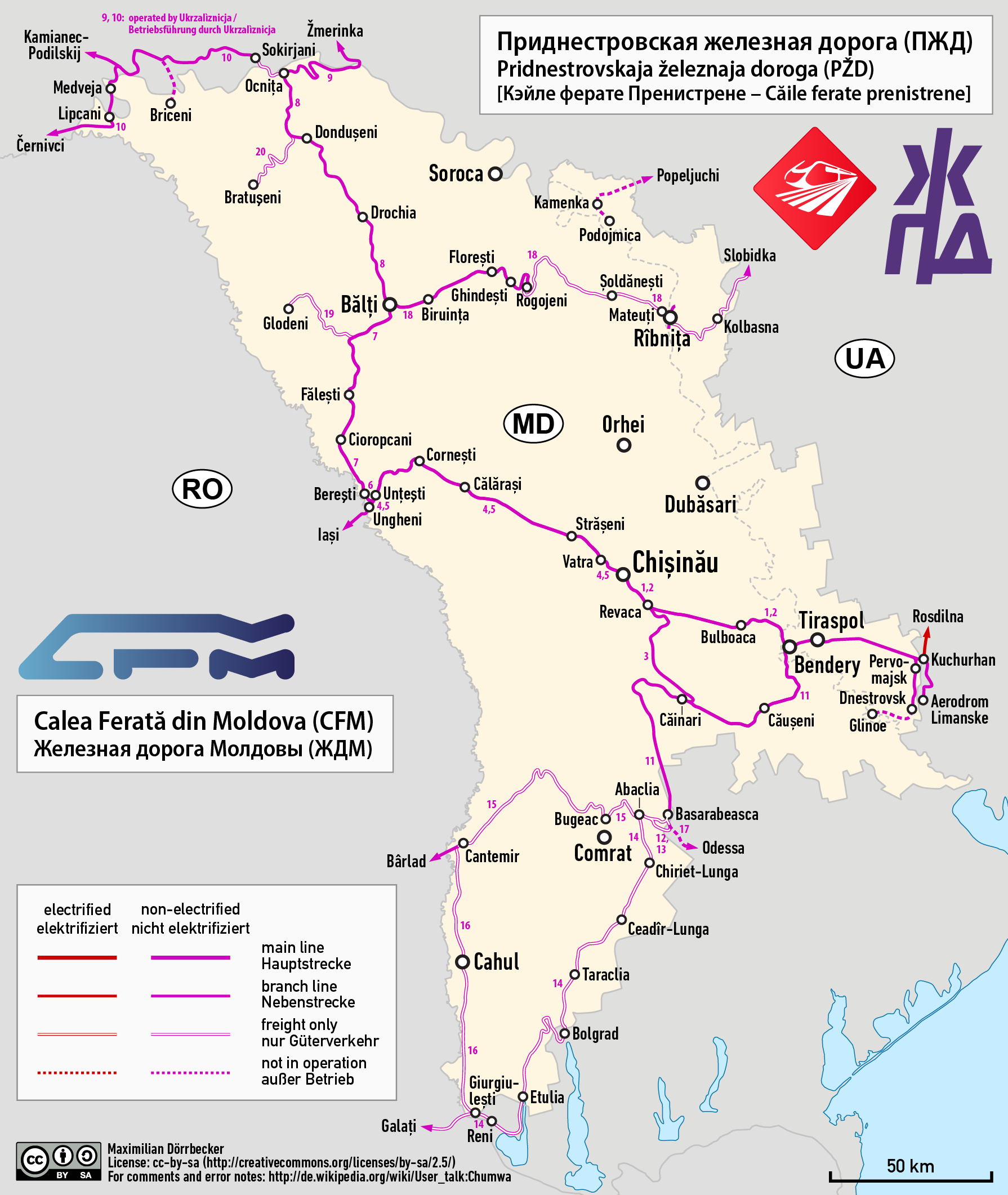
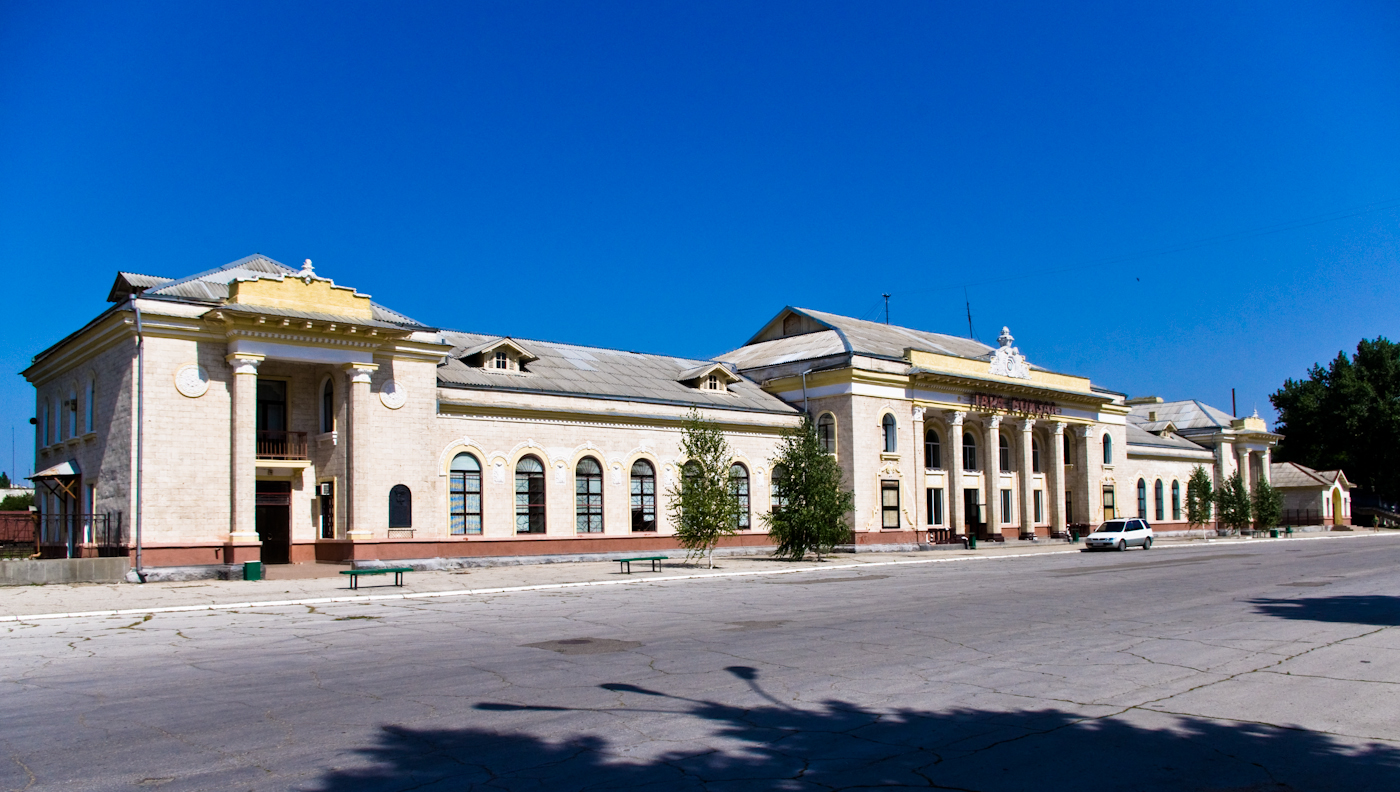
Ж/д вокзал Бендеры-1
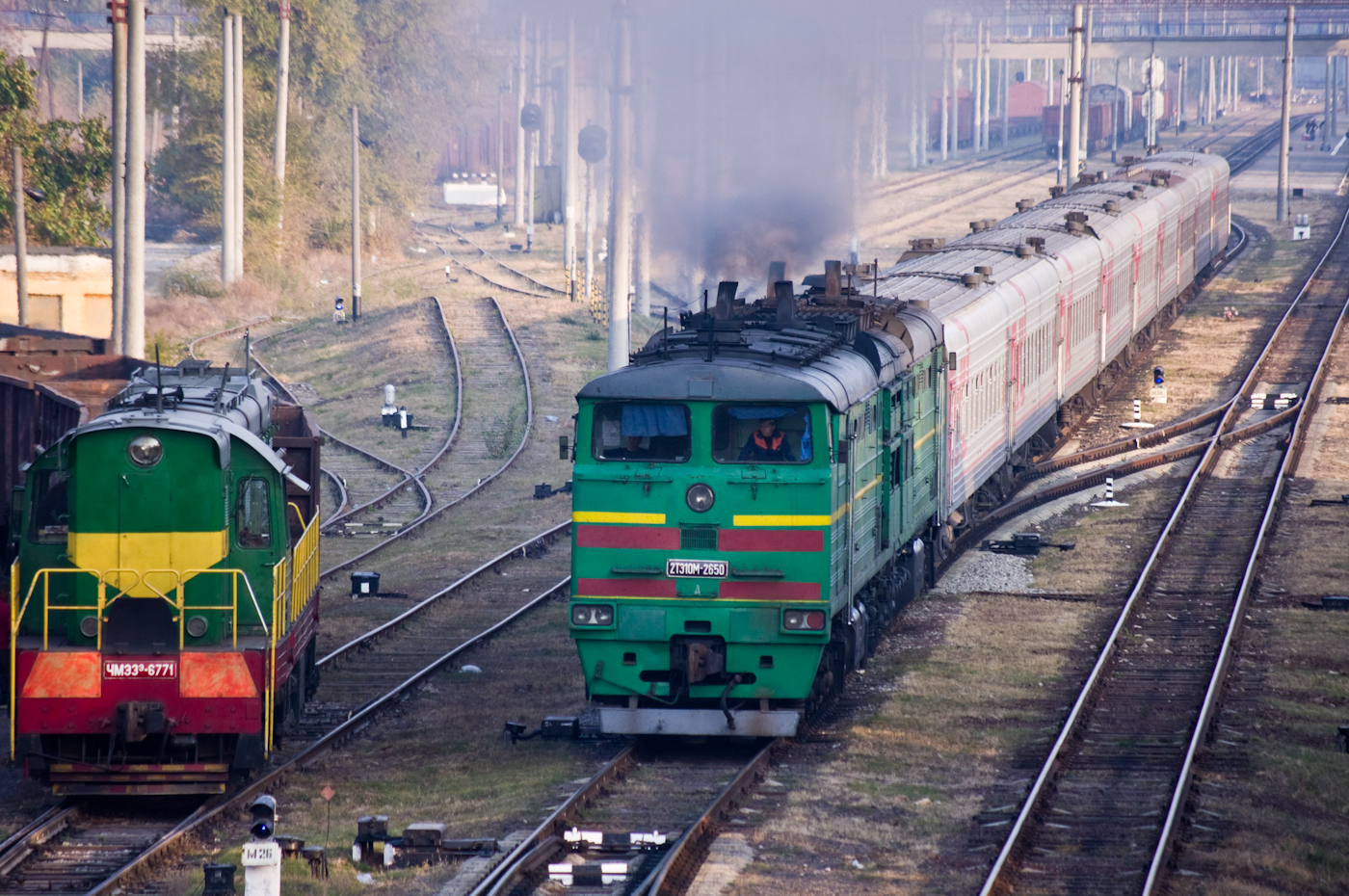
Станция Тирасполь
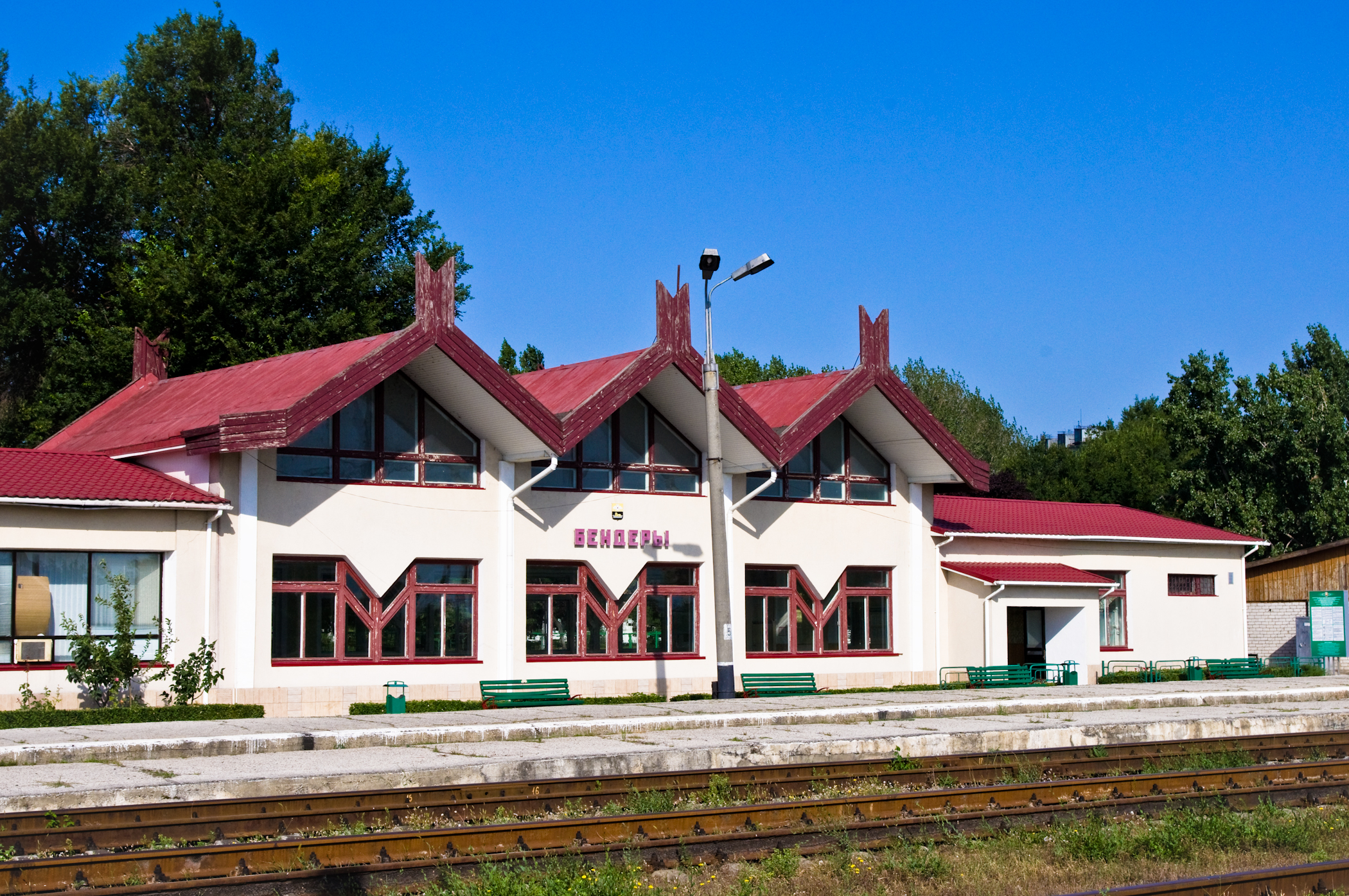
Ж/д вокзал Бендеры-2
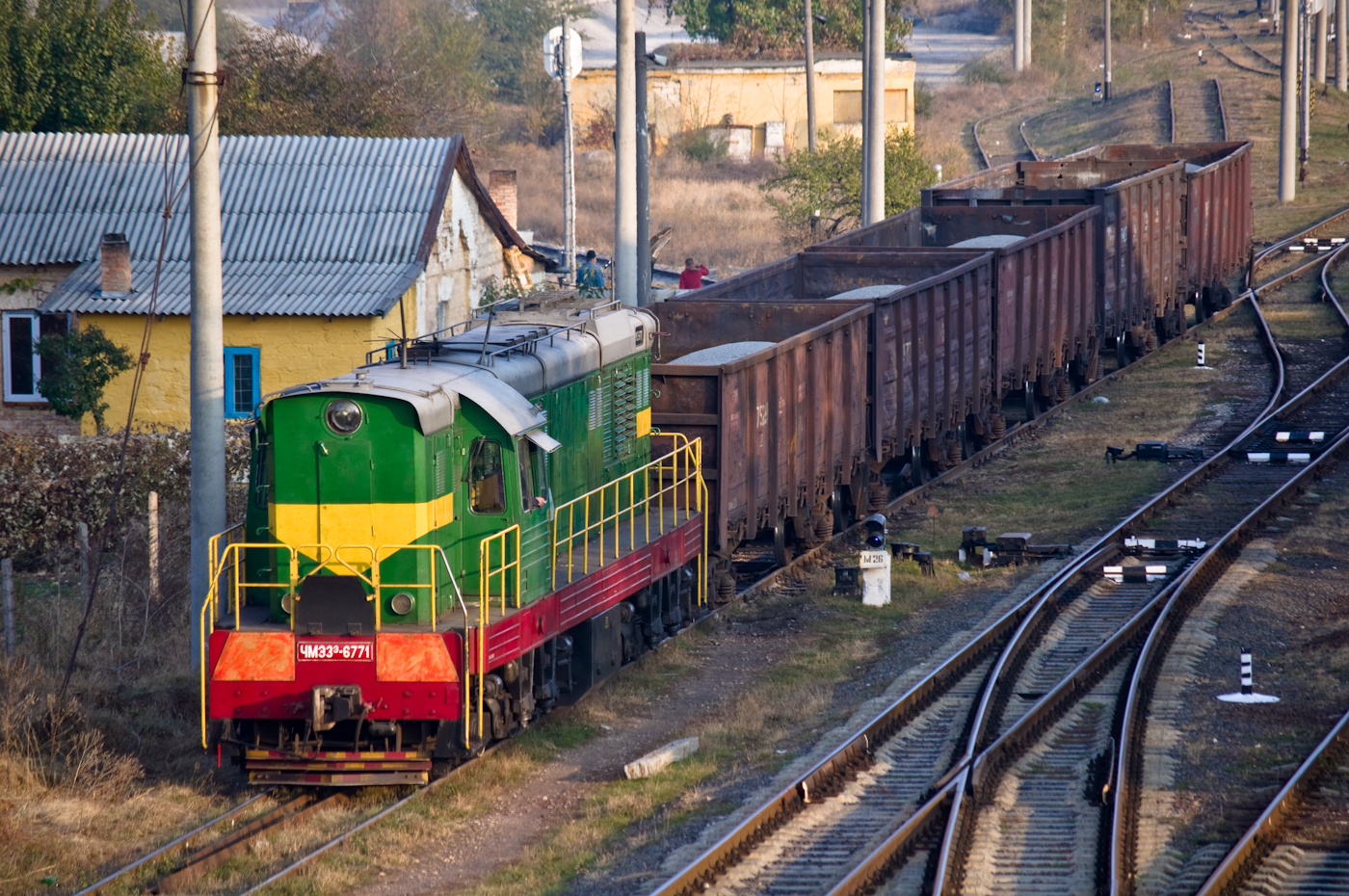
Маневровый тепловоз за работой
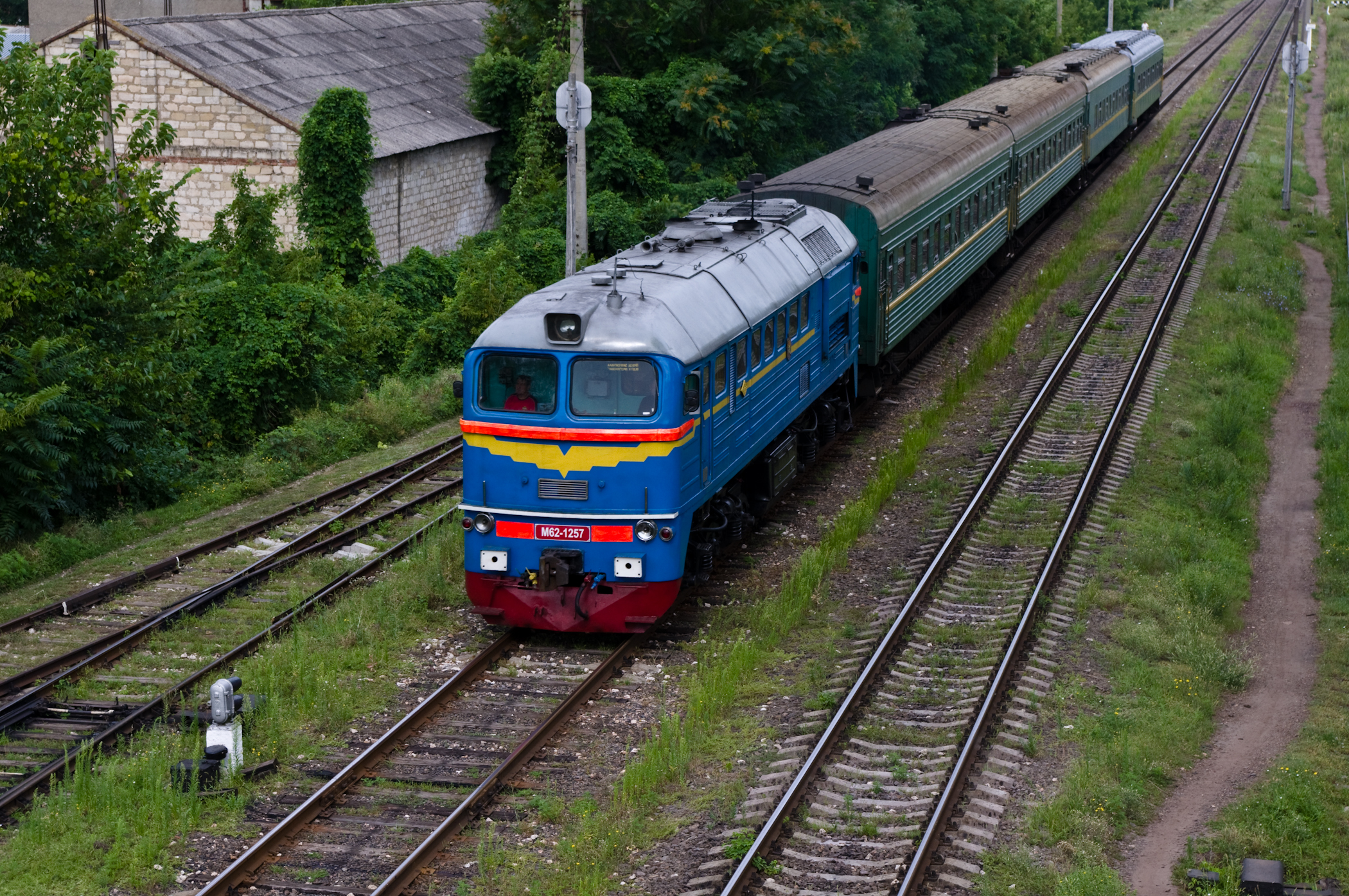
Поезд Кишинёв-Одесса (2011)
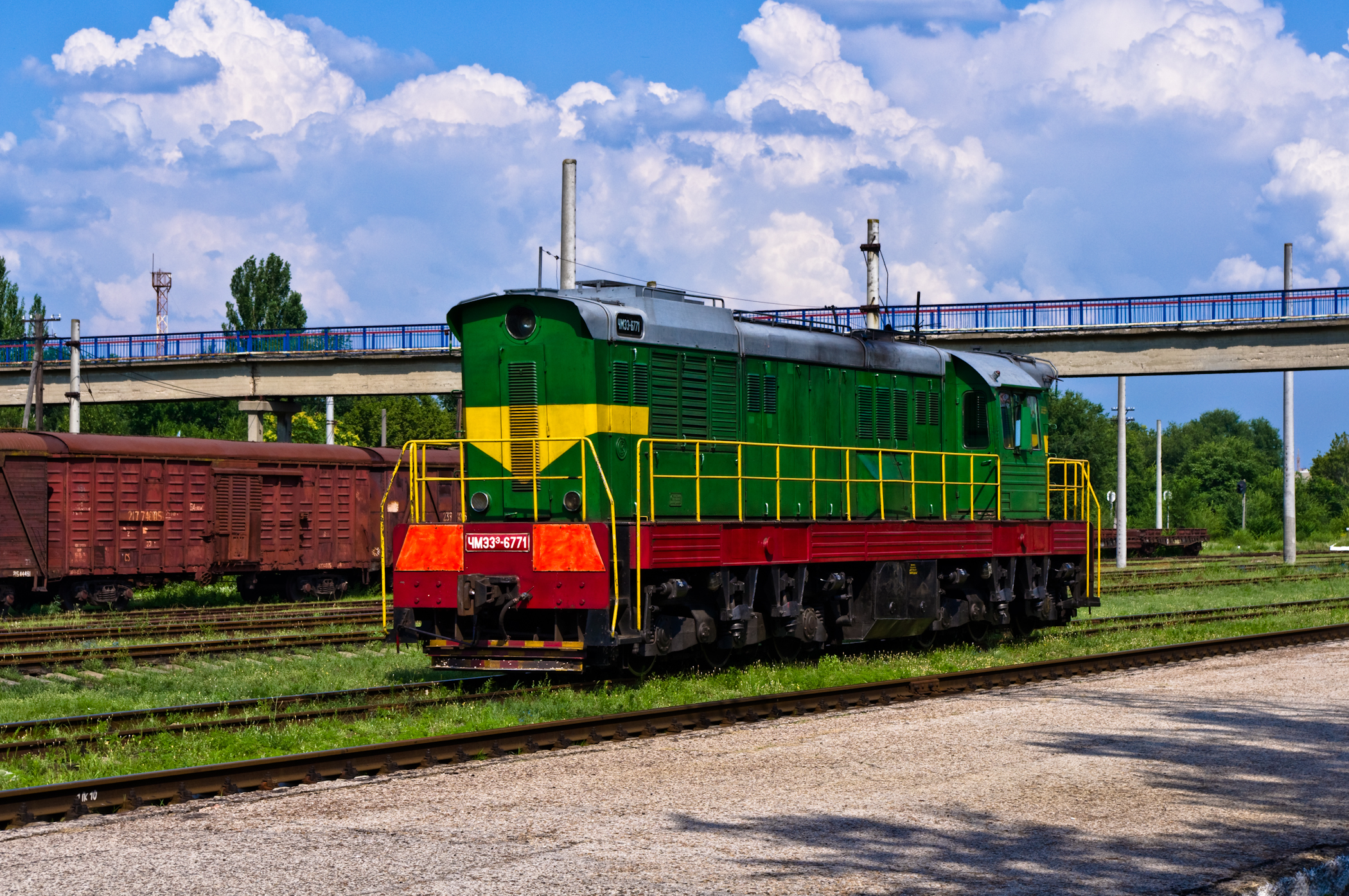
Маневровый тепловоз
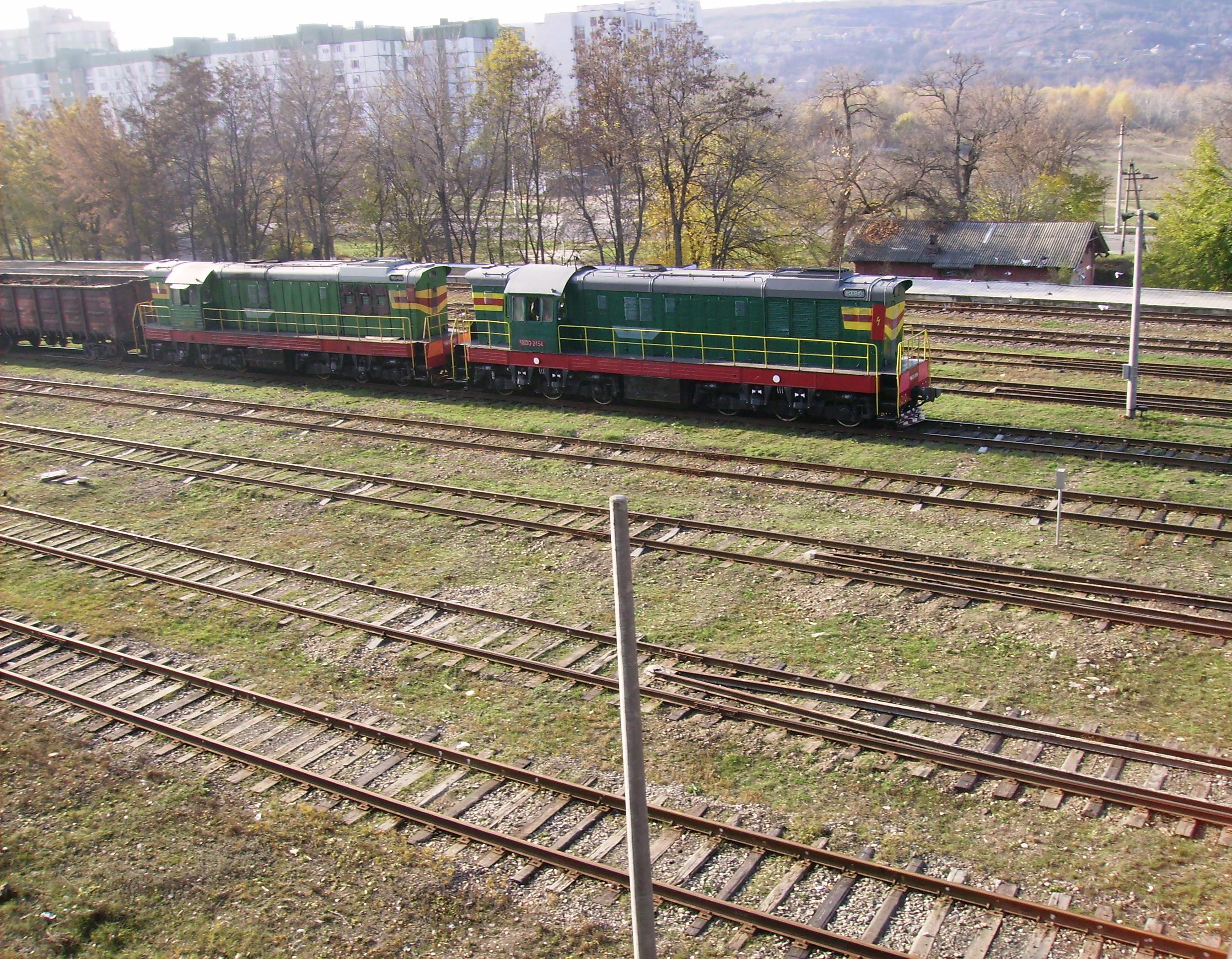
Два маневровых тепловоза в Рыбнице
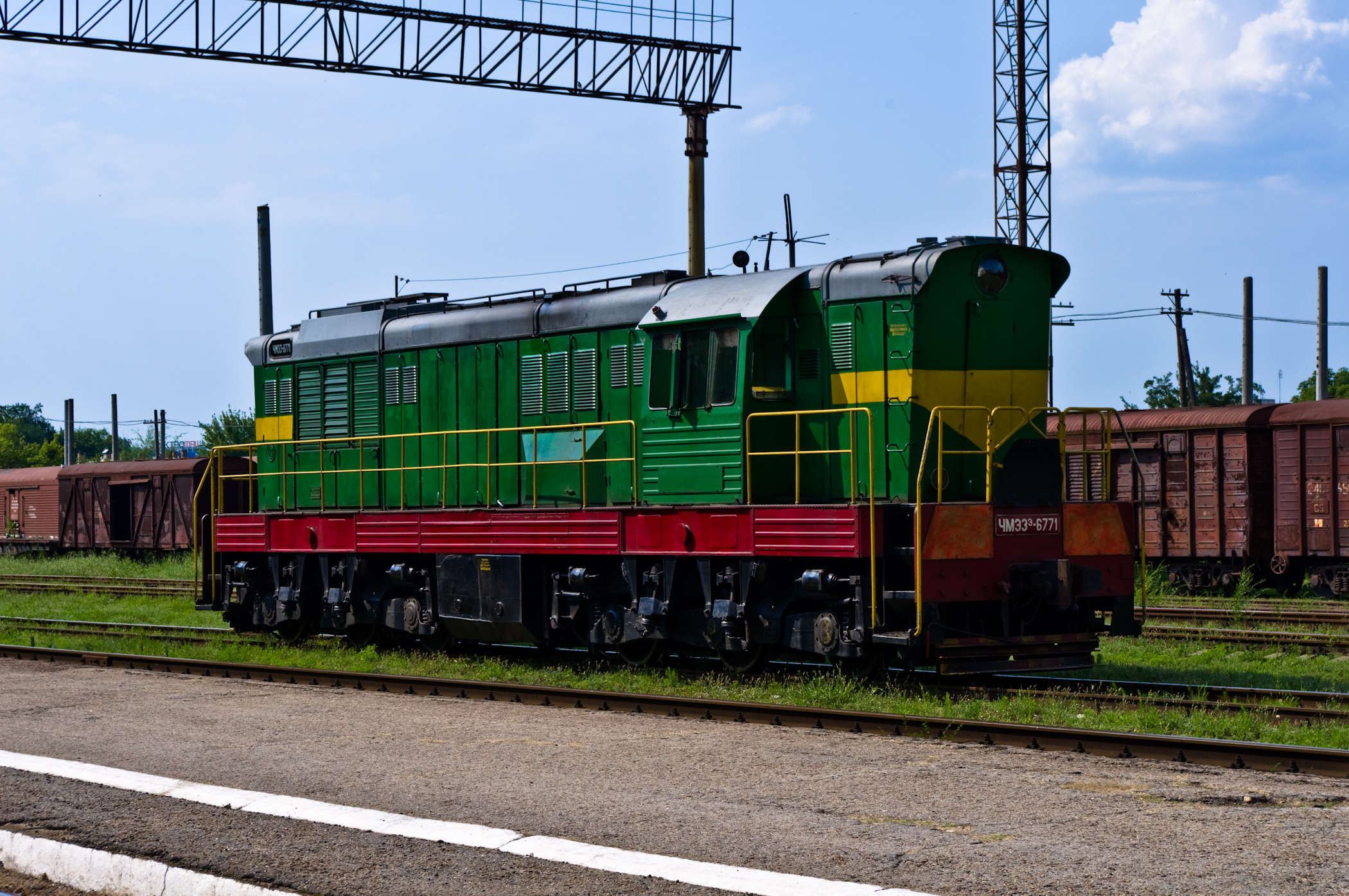
Маневровый тепловоз
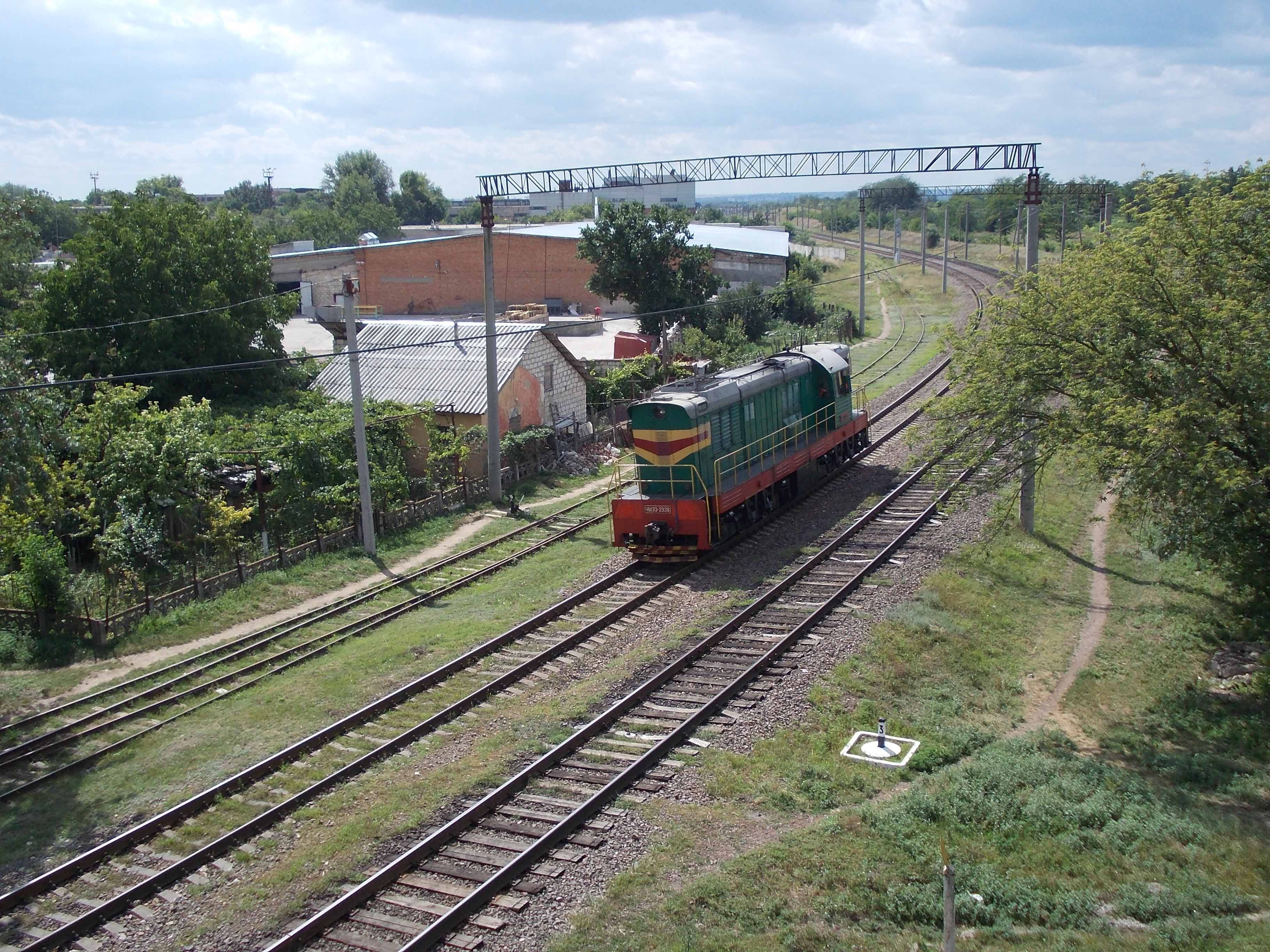
Маневровый тепловоз в Тирасполе

## Локомотивный парк

### Тепловозы
На дороге эксплуатируются тепловозы ЧМЭ3.
На данный момент (2011 год) Приднестровской железной дороге принадлежат тепловозы: 3ТЭ10М-0033; маневровые тепловозы: ЧМЭ3-2454, ЧМЭ3-2938, ЧМЭ3-4912, ЧМЭ3-6767, ЧМЭ3-6771.